# Stazione di Donna
La stazione di Donna era una fermata ferroviaria posta lungo la linea Torino-Genova, al servizio dell'omonima frazione del comune di Boscomarengo.

## Storia
Il servizio viaggiatori venne sospeso nel 1993 mentre fermata venne soppressa nel 2008.

## Strutture ed impianti
La fermata disponeva di due banchine a servizio dei due binari della linea.